# Nappsjön
Nappsjön är en sjö i Dorotea kommun i Lappland och ingår i Ångermanälvens huvudavrinningsområde. Sjön har en area på 2,34 kvadratkilometer och ligger 272 meter över havet. Sjön avvattnas av vattendraget Veksjöbäcken.

## Delavrinningsområde
Nappsjön ingår i det delavrinningsområde (713369-152145) som SMHI kallar för Utloppet av Nappsjön. Medelhöjden är 280 meter över havet och ytan är 8,77 kvadratkilometer. Det finns inga avrinningsområden uppströms utan avrinningsområdet är högsta punkten. Veksjöbäcken som avvattnar avrinningsområdet har biflödesordning 4, vilket innebär att vattnet flödar genom totalt 4 vattendrag innan det når havet efter 230 kilometer. Avrinningsområdet består mestadels av skog (57 procent) och sankmarker (11 procent). Avrinningsområdet har 2,34 kvadratkilometer vattenytor vilket ger det en sjöprocent på 26,6 procent.